# Иго III од Кипра
Иго III од Кипра (1235 - 24. март 1284), познат и као Иго од Поатјеа, касније Иго Лизињан, звани и Велики, је био краљ Кипра од 1267. године до своје смрти и титуларни краљ Јерусалима од 1268. године до своје смрти.

## Биографија
Иго је био син Хенрија од Антиохије и Изабеле Лизињан, ћерке Ига I од Кипра. Био је унук Боемунда IV од Антиохије, потомка Роберта Гвискара из династије Отвил. Од 1261. године служио је као регент Ига II Кипарског на Кипру, а од 1263. године регент је Јерусалимске краљевине. Изабела је умрла 1264. године. Регентство је оспорио Игов рођак Иго од Бријена који је био син Марије Кипарске, најстарије ћерке Ига I, а тиме и једна од наследница кипарске круне (са већим правима од Ига III). Такође је имала и права на јерусалимску круну после Ига II. Међутим, јерусалимски суд прогласио је Ига од Антиохије наследником круне. Иго II је умро 1267. године без деце. Иго од Бријена сада више није имао препрека ка престолу Кипра. Крунисан је 24. децембра у цркви Свете Софије у Никозији. Иго је 24. септембра 1269. године у Тиру крунисан за краља Јерусалимске краљевине. Сам Јерусалим је од 1244. године под муслиманском влашћу, али је престоница крсташа у Светој земљи након Седмог крсташког рата постала Акра. Иго је по доласку на власт на Кипру преузео презиме своје мајке (Лизињан), успостављајући тако бочну грану династије. Претпоставља се да је Тома Аквински своје дело, De regno, ad regem Cypri, написао за кипарског краља Ига. Иго је умро 1284. године. Сахрањен је у цркви Свете Софије у Никозији.

## Породица
Иго је 23. јануара 1255. године оженио Изабелу од Ибелина (око 1241 - 2. јун 1324) са којом је имао једанаесторо деце:
- Јован II (умро 1285) који га је наследио као краљ Јерусалима и Кипра.
- Боемунд (око 1268 - 3. новембар 1281) - сахрањен у фрањевачком манастиру у Никозији.
- Хенри II од Кипра (1271 - 31. август 1324), који је наследио Јована као краљ Кипра и Јерусалима.
- Амалрик II од Тира (умро 5. јуна 1310), констабл Јерусалима, наследио Хенрија као регент Кипра.
- Марија (1273-септембар 1322), удата за игумана манастира Свете Софије у Никозији, касније за сицилијанског краља Ђаумеа II од Арагона.
- Амалрик (1274/80 - пре 9. априла 1316), наследио Гаја као констабл Кипра 1303. године.
- Гај (1275/80-1303), констабл Кипра од 1291. године, ожењен од 7. децембра 1291. године Ешивом Ибелин од Бејрута.
- Маргарета (око 1276—1296.), удата за Тороса III од Јерменије.
- Алиса (1277/80 - после марта 1324), удата за Балијана од Ибелина, титуларног кнеза Галилеје и Витлејема.
- Хелвиса (умрла после марта 1324), удата за Хетума II од Јерменије.
- Изабела (око 1280—1319.), удата најпре за Константина Хетумида, а касније за краља Ошина од Јерменије.

## Породично стабло
|  |                       |  |  |  |  |  |  |  |  |  |  |  |  |  |  |  |
|  | 2. Хенри од Антиохије |  |  |  |  |  |  |  |  |  |  |  |  |  |  |  |
|  |                       |  |  |  |  |  |  |  |  |  |  |  |  |  |  |  |
|  |                       |  |  |  |  |  |  |  |  |  |  |  |  |  |  |  |
|  | 1. Иго III од Кипра   |  |  |  |  |  |  |  |  |  |  |  |  |  |  |  |
|  |                       |  |  |  |  |  |  |  |  |  |  |  |  |  |  |  |
|  |                       |  |  |  |  |  |  |  |  |  |  |  |  |  |  |  |
|  | 3. Изабела Лизињан    |  |  |  |  |  |  |  |  |  |  |  |  |  |  |  |
|  |                       |  |  |  |  |  |  |  |  |  |  |  |  |  |  |  |
|  |                       |  |  |  |  |  |  |  |  |  |  |  |  |  |  |  |